# Synapta
Synapta is een geslacht van zeekomkommers, en het typegeslacht van de familie Synaptidae.

## Soorten
- Synapta hispida Heller, 1868
- Synapta maculata (Chamisso & Eysenhardt, 1821)

Niet meer geaccepteerde namen
- Synapta bachei Ayres, 1852 (nomen nudum, Synaptidae)
- Synapta coriacea Agassiz, 1852 (nomen nudum)
- Synapta fasciata Kuhl & van Hasselt, 1869 (nomen dubium, Opheodesoma)
- Synapta intestinalis Held, 1857 (nomen dubium, Opheodesoma)
- Synapta rappardi Held, 1857 (nomen dubium, Synaptula)
- Synapta raynaldi Held, 1857 (nomen dubium, Opheodesoma)
- Synapta tenera Norman, 1864 (nomen nudum)
- Synapta zebrina Held, 1857 (nomen dubium, Euapta)